# The Abbey Road Sessions (album, Kylie Minogue)
The Abbey Road Sessions je orkestrska kompilacija avstralske glasbenice Kylie Minogue, ki jo je založba Parlophone izdala 24. oktobra 2012. V večini sta kompilacijo producirala Steve Anderson in Colin Elliot. Vključuje šestnajst pesmi, ki so nastale v petindvajsetih letih njene kariere, vendar so jih pred izidom zelo spremenili. Album so z glasbeno skupino Kylie Minogue in celotnim orkestrom novembra 2011 posneli v londonskem studiu Abbey Road Studios. Album vključuje v glavnem orkestersko glasbo, ki jo igra več instrumentov, večinoma kitare, bobni in klavir.
Glavni singl z albuma, pesem »Flower«, ki so jo napisali leta 2007, je bila edina nova pesem z albuma. Kritiki so album v glavnem hvalili; veliko jih je menilo, da je to najboljši vokalni nastop Kylie Minogue v njeni karieri. Kljub temu so kompilacijo nekateri kritizirali, ker so pevkine pesmi predelali v orkestersko glasbo. Ob izidu je album požel skromen komercialen uspeh in se uvrstil med prvih štirideset pesmi na glasbenih lestvicah na Škotskem, Irskem, v Avstraliji, Švici, Novi Zelandiji, Franciji in Združenem kraljestvu, kjer je prejel tudi certifikacijo za uspešno prodajo. V sklopu promocije albuma je Kylie Minogue večkrat nastopila v živo.

## Pisanje pesmi in snemanje
Kylie Minogue se je 11. novembra 2011 vrnila v snemalni studio, in sicer v studio Abbey Road v Angliji, kjer so snemali posebne demo posnetke za založbo EMI. S seboj je pripeljala 22-članski orkester, s katerim je nameravala izvesti uspešnici »All the Lovers« in »On a Night Like This«. Še isti večer je Kylie Minogue oznanila, da bo s svojim prihajajočim albumom proslavila petindvajsetletnico začetka svoje kariere, torej petindvajset let od izida njenega prvega singla, »Locomotion«, ter da bo vključeval priredbe nekaterih njenih starih uspešnic. Dejala je: »Vsega skupaj sem že približno dva tedna v studiu Abbey Road. Ne samo zato, da bi delala na tem projektu, delam tudi na projektu, ki bo izšel prihodnje leto. Naslednje leto je moja petindvajseta obletnica, zato smo posneli orkesterske in akustične različice veliko mojih uspešnic.«
21. oktobra 2012 je Kylie Minogue v intervjuju spregovorila o produkciji njenih sej v studiu Abbey Road. Povedala je: »Raziskujem nove poti – a menim, da še nisem odtavala s poti plesne glasbe, saj mi je to še vedno zelo všeč [...] Mislim, da to le stvari bolj zaokroži, jih naredi bolj cele in zadovolji drugačen del mene.« Preden je pričela snemati v studiu Abbey Road, je začela z vajami, ki so potekale »nekje, kjer je bilo ceneje«. Dejala je, da je bilo snemanje v studiu Abbey Road »malce strašljivo. Mislila sem, da bo prostor deloval nekoliko domišljavo, a celotna izkušnja je bila čudovita in vedela sem, vedela sem, da sem lahko zelo počaščena, da sem tam.«
Ena od pesmi, ki so jih posneli v studiu Abbey Road, a je nazadnje na album niso vključili, je bila tudi pesem »Breathe«, ki pa jo je 13. decembra 2012 Kylie Minogue objavila na svojem kanalu na YouTubeu.

## Sestava
Album The Abbey Road Sessions v večini vključuje orkestersko glasbo. Album so predstavili kot bolj »temnega«, »krhkega« in stilsko osebnega. Pesem »Never Too Late« so opisali kot »žalostno, nežno pesem s poudarkom na klavirju«. Pesem »Confide in Me« so največkrat označili za najboljšo pesem z albuma; opisali so jo kot »ponovno moroško odkritje, ki se iz zasebne spremeni v zelo napeto.« Tudi pesem »Hand on Your Heart« so večkrat označili za zelo dobro, a so jo velikokrat primerjali z različico Joseja Gonzalesa, ki je pesem posnel leta 2006. Pesem »The Loco-Motion« so primerjali z različico Little Eve, ki je pesem posnela v šestdesetih, in jo opisali kot »igrivo pesem, ki je tako simpatična kot rokovska [...]«
Kylie Minogue je med snemanjem albuma avstralskega glasbenika Nicka Cavea prosila, naj z njo ponovno posname njun duet »Where the Wild Roses Grow«. Pesem so označili za eno od boljših z albuma, saj so se »znebili [...] strašljivosti in zamenljivosti izvirnika.« Pesem »Can't Get You Out of My Head« so večkrat označili za »najbolj čudaško« pesem z albuma, predvsem zaradi uporabe »čudaških, ponorelih brenkal«. Edino novo pesem z albuma, »Flower«, je Kylie Minogue napisala medtem, ko je okrevala od raka na prsih. Pesem je nameravala vključiti na svoj deseti glasbeni album, X, vendar je nazadnje ni. Besedilo govori o njeni želji po otroku.

## Promocija
Septembra 2012 je Kylie Minogue odšla na BBC-jevo prireditev Proms in the Park, kjer je nastopila z osmimi pesmimi z albuma. V sklopu promocije svojega novega albuma je z različicami svojih prejšnjih uspešnic, objavljenih na albumu The Abbey Road Sessions, nastopila v raznih televizijskih oddajah in specijalkah. 27. oktobra 2012 je s pesmijo »Never Too Late« nastopila v oddaji Friday Night with Jonathan Ross. 18. novembra 2012 je s pesmijo »The Loco-Motion« nastopila v oddaji Strictly Come Dancing. 19. novembra 2012 je s pesmijo »On a Night Like This« nastopila v televizijski specijalki Royal Variety Show. Decembra 2012 je s pesmijo »Can't Get You Out of My Head« nastopila na italijanski in britanski različici oddaje X Factor. Istega meseca je s pesmima »On a Night Like This« in »Can't Get You Out of My Head« nastopila na koncertu ob podelitvi Nobelovih nagrad. 21. decembra 2012 je s pesmijo »Come into My World« nastopila v oddaji Alan Carr: Chatty Man, naslednji mesec pa še s pesmijo »Better the Devil You Know«. Da bi album promovirala tudi v Združenih državah Amerike, je s pesmijo »The Loco-Motion« 13. novembra nastopila v oddaji Dancing with the Stars, 14. novembra 2012 pa v oddaji The Tonight Show with Jay Leno.

## Sprejem

### Kritični sprejem
Ob izidu je album The Abbey Road Sessions s strani glasbenih kritikov prejel v glavnem pozitivne ocene. Na spletni strani Metacritic so mu na podlagi ocen desetih kritikov dodelili 69 točk od 100, kar nakazuje na »dokaj pozitivne ocene.« Novinarka revije The Guardian, Caroline Sullivan, je napisala, da so starejše pesmi z albuma spremenili v »bolje oblikovane ljubezenske pesmi za odrasle, ki jih zapoje Kylie z glasom [...] ženske v štiridesetih, ki je na svoji življenjski poti že naletela na nekaj ovir.« Matthew Horton s spletne strani Virgin Media je album primerjal z deli Tori Amos in Petea Gabriela ter dodal: »To je pogumna, a tvegana poteza. Orkesterski način izvajanja pesmi še kar deluje za nekatere daljše pop pesmi.« V zaključku je napisal: »Kyliejin topli, zapeljivi glas. Vsake toliko govori preveč nosno, a to je le pridih domačnosti v sicer popolnoma novi in zanimivi pustolovščini.« Andy Gill iz revije The Independent je napisal, da ga je album »navdušil« in ga označil za »bolj tradicionalno različico kičastih pop pesmi, ki jim poskušajo dodati nekaj elegance, največkrat s tem, da jim upočasnijo ritem in dodajo nove inštrumente.« Jeff Katz iz revije Idolator je albumu dodelil štiri zvezdice in pol od petih in njeno novo kompilacijo pohvalil: »Zaradi čudovitih orkesterskih pesmi se od albuma v sklopu trženja veliko pričakuje. In kot smo pri Kylie že navajeni, ta naša pričakovanja vedno izpolni.«
Tim Sendra s spletne strani Allmusic je drugačno različico njenih pesmi označil za »olikano« in menil je, da nove različice njenih starih pesmi »res delujejo.« Pohvalil je vse pesmi, razen »The Loco-Motion«. V zaključku je napisal: »Že od nekdaj je rada tvegala, in čeprav se je na začetku domnevalo, da njene pesmi ne bodo kos orkesterski glasbi, je The Abbey Road Sessions le še ena od mnogih uspešnic v njeni karieri.« Cameron Adams iz revije Herald Sun je menil, da je Kylie Minogue na tem albumu pesmi vokalno izvedla najbolje v svoji karieri. Scott Kara iz revije The New Zealand Herald je napisal, da »slaba kvaliteta albuma sploh ni važna, in sicer iz preprostega razloga - ta album je posnela za svoje oboževalci, ki ga bodo, dragi moji, absolutno oboževali.« Robert Copsey iz revije Digital Spy je napisal, da »cel album [...] pokaže redko prikazano Kyliejino zrelost; ta ji presenetljivo dobro pristaja.« Dodal je, da so priredbe njenih pesmi »zanimive«. Annie Zaleski iz revije The A.V. Club je albumu dodelil prav dobro oceno in dodal, da slednji »dokazuje, da bo [Kylie] na sceni še dolgo [...] pesmi so spremenili v brezčasne, okusne skladbe.« Marc Hirsh iz revije The Boston Globe je dejal, da album deluje »dobro« kot del petindvajsete obletnice od začetka njene kariere in »ustvari otipljiv občutek fizičnega prostora.«
Simon Gage iz revije Daily Express pa je po drugi strani dejal, da »album sicer ni slab, a, iskreno povedano, je malce neumen« in ga primerjal z deli Tori Amos. John Meager iz revije The Irish Independent je napisal, da Kylie »ni dovolj dobra pevka, da bi bila sposobna dobro izpeljati projekt, kot je ta« in dodal, da »na žalost [...] vse skupaj izpade površno.« Jon O'Brien s spletne strani Yahoo! Music je bil bolj pozitiven in napisal: »Album The Abbey Road Sessions ima nekaj napakic. Kljub temu pa je vedno zanimiv in nam redno predstavlja očarljive koncepte, s katerimi dokazuje, kako podcenjene so Kyliejine vokalne sposobnosti in njena dela.« Jenny Stevens iz revije NME je bila bolj ostra in albumu dodelila le tri zvezdice od desetih. Napisala je, da je pesem »Confide in Me« »sicer vredna našega časa, a je del pomilovanja vrednega nabora pop petard, puščenih na mokrem žaru.«

### Dosežki na lestvicah
Album The Abbey Road Sessions je s 37.556 prodanimi izvodi v prvem tednu od izida debitiral na drugem mestu britanske glasbene lestvice, kamor se je uvrstil le za albumom 18 Months Calvina Harrisa. Naslednji teden je s 17.395 prodanimi izvodi na lestvici zasedel sedmo mesto. 16. novembra 2012 je bil album za 100.000 prodanih izvodov v Veliki Britaniji nagrajen z zlato certifikacijo s strani organizacije British Phonographic Industry (BPI). Album je zasedel sedmo mesto na avstralski lestvici. Že naslednji teden se ni več uvrstil med prvih štirideset pesmi na lestvici; tretji teden je zasedel štiriinštirideseto mesto. Album je na novozelandski lestvici, kjer je ostal le en teden, zasedel devetintrideseto mesto.
Drugod je album požel le malo komercialnega uspeha. Na švicarski lestvici je debitiral na sedemnajstem mestu, že po treh tednih pa se je pričel uvrščati le na mesta, nižja od petdesetega. Tudi v Avstriji album ni požel večjega uspeha, saj se je na lestvici uvrstil na štiriinpetdeseto mesto, tam pa je ostal le en teden in tako postal njen najmanj uspešen album v Avstriji. Album je debitiral na štiriindvajsetem mestu francoske lestvice, že po treh tednih pa se na lestvici ni uvrstil niti med prvih sto pesmi. Debitiral je na devetnajstem mestu španske lestvice, vendar je na njej ostal le en teden. Tudi v Belgiji album ni požel večjega uspeha kot v preostalih evropskih državah, saj je zasedel enaintrideseto mesto na valonski in dvaindvajseto na flamski glasbeni lestvici.

## Singli
Pesem »Flower« je izšla kot prvi singl z albuma. Pesem so napisali za deseti glasbeni album Kylie Minogue, X, vendar je nanj nazadnje niso vključili. S strani večine kritikov je prejela pozitivne ocene. Zasedla je eno od prvih štiridesetih mest na belgijski (tako valonski kot flamski) lestvici, vendar se na nizozemski lestvici ni uvrstila niti med prvih petdeset. Pesem se do izida albuma The Abbey Road Sessions ni mogla uvrstiti na britansko glasbeno lestvico, kjer je nazadnje zasedla šestindevetdeseto mesto in tam ostala en teden.
Pesem »On a Night Like This« so izdali kot drugi singl z albuma. Pesem je prvič izšla kot singl na pevkinem sedmem albumu, Light Years.

## Seznam pesmi
Vse pesmi, z izjemo pesmi »Flower«, sta producirala Steve Anderson in Colin Elliot; pesem »Flower« je produciral Steve Anderson sam. Vsi glasbeniki, ki so sodelovali pri ustvarjanju pesmi, so navedeni na zadnji strani CD-ja z albumom The Abbey Road Sessions.
| Št.             | Naslov                                               | Pisec                                                                     | Dolžina |
| --------------- | ---------------------------------------------------- | ------------------------------------------------------------------------- | ------- |
| 1.              | „All the Lovers‟                                     | Jim Eliot, Mima Stilwell                                                  | 3:22    |
| 2.              | „On a Night Like This‟                               | Steve Torch, Mark Taylor, Graham Stack, Brian Rawling                     | 3:00    |
| 3.              | „Better the Devil You Know‟                          | Mike Stock, Matt Aitken, Pete Waterman                                    | 3:58    |
| 4.              | „Hand on Your Heart‟                                 | Stock, Aitken, Waterman                                                   | 3:36    |
| 5.              | „I Believe in You‟                                   | Kylie Minogue, Scott Hoffman, Jason Sellards                              | 2:48    |
| 6.              | „Come into My World‟                                 | Cathy Dennis, Rob Davis                                                   | 3:32    |
| 7.              | „Finer Feelings‟                                     | Stock, Waterman                                                           | 3:35    |
| 8.              | „Confide in Me‟                                      | Anderson, Dave Seaman, Edward Barton                                      | 4:08    |
| 9.              | „Slow‟                                               | Minogue, Dan Carey, Emilíana Torrini                                      | 4:08    |
| 10.             | „The Loco-Motion‟                                    | Gerry Goffin, Carole King                                                 | 2:34    |
| 11.             | „Can't Get You Out of My Head‟                       | Dennis, Davis                                                             | 3:33    |
| 12.             | „Where the Wild Roses Grow‟ (skupaj z Nickom Caveom) | Cave                                                                      | 4:05    |
| 13.             | „Flower‟                                             | Anderson, Minogue                                                         | 3:31    |
| 14.             | „I Should Be So Lucky‟                               | Stock, Aitken, Waterman                                                   | 3:14    |
| 15.             | „Love at First Sight‟                                | Minogue, Richard Stannard, Julian Gallagher, Ash Howes, Martin Harrington | 3:35    |
| 16.             | „Never Too Late‟                                     | Stock, Aitken, Waterman                                                   | 3:01    |
| Skupna dolžina: | Skupna dolžina:                                      | Skupna dolžina:                                                           | 55:34   |

| Avstralska verzija JB Hi-Fi z dodatno pesmijo | Avstralska verzija JB Hi-Fi z dodatno pesmijo | Avstralska verzija JB Hi-Fi z dodatno pesmijo | Avstralska verzija JB Hi-Fi z dodatno pesmijo |
| Št.                                           | Naslov                                        | Pisec                                         | Dolžina                                       |
| --------------------------------------------- | --------------------------------------------- | --------------------------------------------- | --------------------------------------------- |
| 17.                                           | „Wow‟                                         | Minogue, Greg Kurstin, Karen Poole            | 3:04                                          |
| Skupna dolžina:                               | Skupna dolžina:                               | Skupna dolžina:                               | 58:38                                         |

| Japonska in avstralska verzija z dodatno pesmijo Davida Jonesa | Japonska in avstralska verzija z dodatno pesmijo Davida Jonesa | Japonska in avstralska verzija z dodatno pesmijo Davida Jonesa | Japonska in avstralska verzija z dodatno pesmijo Davida Jonesa |
| Št.                                                            | Naslov                                                         | Pisec                                                          | Dolžina                                                        |
| -------------------------------------------------------------- | -------------------------------------------------------------- | -------------------------------------------------------------- | -------------------------------------------------------------- |
| 17.                                                            | „In My Arms‟                                                   | Minogue, Calvin Harris, Stannard, Paul Harris, Julian Peake    | 3:41                                                           |
| Skupna dolžina:                                                | Skupna dolžina:                                                | Skupna dolžina:                                                | 59:14                                                          |

## Ostali ustvarjalci
Vir:
| - Kylie Minogue – glavni vokali - Dishan Abrahams – bas kitara (1, 2, 4, 7, 10 – 13, 15); dvojni bas (9) - Alex Afia – brenkala - Steve Anderson – klavir (12, 13); sintetizator (13); producent (1 – 16); urejanje brenkal (1, 5, 7, 11, 13) - Adetoun Anibi – spremljevalni vokali (1 – 11, 13, 15) - Simon Baggs – brenkala - William Baker – fotografiranje - Graeme Blevins – urejanje tolkal (2); dirigent tolkal (10); saksofon (10) - Natalie Bonner – brenkala - Ian Burdge – brenkala - Nick Cave – glavni vokali (12) - Emil Chakalov – brenkala - Colin Elliot – urejanje tolkal (2); inženir, kitara (1, 12, 15); mešanje, tolkala (1, 2, 7, 8, 10, 11, 13); producent (1 – 12, 14 – 16); snemanje, urejanje brenkal (2, 14) - Claire Finnimore – brenkala - Luke Fitton – akustična kitara (4); kitara (1–3, 5, 7 – 13, 15) - Sean Fitzpatrick – ploskanje (10) - Richard George – brenkala - Ian Humphries – brenkala - Pete Hutchings – inženir, snemanje - Magnus Johnston – brenkala - Zalika King – spremljevalni vokali (1 – 11, 13, 15) - Peter Lale – brenkala - Chris Laurence – brenkala | - Cliff Masterson – dirigent (1, 2, 5, 7, 11, 13, 14); urejanje brenkal(1, 5, 7, 11, 13) - Tom Meadows – bobni (1, 2, 4, 7 – 13, 15); tolkala (7, 12) - Trevor Mires – trobila - Steve Morris – brenkala - Everton Nelson – vodja brenkal - Abbie Osmon – spremljevalni vokali (1 – 11, 13, 15) - Paul Pritchard – inženir, snemanje - Roxy Rizzo – spremljevalni vokali (1 – 11, 13, 15) - Tom Rees Roberts – trobenta (2, 10) - Rachel Robson – brenkala - Terry Ronald – urejanje spremljevalnih vokalov (1, 2) - Kraljevi filharmonični orkester (The Royal Philharmonic Orchestra) – brenkala (13) - Sonia Slany – brenkala - Nicky Sweeney – brenkala - Geoff Pesche – urejanje - Tom Pigott-Smith – brenkala - Chris Pitsilides – brenkala - Anthony Pleeth – brenkala - Debbie Preece – brenkala - David Tench – orgle (8); električni klavir (2, 9); sintetizator (12), klavir (1, 3 – 7, 10, 15, 16) - Terry Blamey Management – menedžer - Bozidar Vukotic – brenkala - Stacey Watton – brenkala - Katie Wilkison – brenkala - Chris Worsey – brenkala |

## Dosežki
| Lestvica (2012)                                                      | Dosežek |
| -------------------------------------------------------------------- | ------- |
| Argentina (Argentine Chamber of Phonograms and Videograms Producers) | 12      |
| Avstralija (ARIA Charts)                                             | 7       |
| Avstrija (Ö3 Austria Top 40)                                         | 53      |
| Belgija (Flandrija; Ultratop)                                        | 22      |
| Belgija (Valonija; Ultratop)                                         | 31      |
| Češka (International Federation of the Phonographic Industry)        | 10      |
| Nizozemska (MegaCharts)                                              | 24      |
| Francija (Syndicat National de l'Édition Phonographique)             | 24      |
| Nemčija (Media Control Charts)                                       | 31      |
| Grčija (IFPI)                                                        | 61      |
| Irska (Irish Albums Chart)                                           | 10      |
| Italija (Federation of the Italian Music Industry)                   | 23      |
| Japonska (Oricon)                                                    | 110     |
| Mehika (Top 100 Mexico)                                              | 52      |
| Nova Zelandija (Recording Industry Association of New Zealand)       | 39      |
| Škotska (Scottish Singles and Albums Charts)                         | 2       |
| Španija (Productores de Música de España)                            | 19      |
| Švica (Swiss Music Charts)                                           | 17      |
| Tajska (Taiwanese Western Albums Chart)                              | 10      |
| Združeno kraljestvo (UK Albums Chart)                                | 2       |
| Združene države Amerike (Billboard 200)                              | 120     |

### Certifikacije
| Država              | Certifikacija |
| ------------------- | ------------- |
| Združeno kraljestvo | Zlata         |

## Zgodovina izidov
| Država                  | Datum            | Založba                | Format                            |
| ----------------------- | ---------------- | ---------------------- | --------------------------------- |
| Japonska                | 24. oktober 2012 | EMI                    | CD, LP, digitalno, omejena izdaja |
| Avstralija              | 26. oktober 2012 | Warner Music Australia | CD, LP, digitalno, omejena izdaja |
| Avstrija                | 26. oktober 2012 | EMI                    | CD, LP, digitalno, omejena izdaja |
| Belgija                 | 26. oktober 2012 | EMI                    | CD, LP, digitalno, omejena izdaja |
| Finska                  | 26. oktober 2012 | EMI                    | CD, LP, digitalno, omejena izdaja |
| Nemčija                 | 26. oktober 2012 | EMI                    | CD, LP, digitalno, omejena izdaja |
| Irska                   | 26. oktober 2012 | EMI                    | CD, LP, digitalno, omejena izdaja |
| Luksemburg              | 26. oktober 2012 | EMI                    | CD, LP, digitalno, omejena izdaja |
| Nizozemska              | 26. oktober 2012 | EMI                    | CD, LP, digitalno, omejena izdaja |
| Norveška                | 26. oktober 2012 | EMI                    | CD, LP, digitalno, omejena izdaja |
| Švica                   | 26. oktober 2012 | EMI                    | CD, LP, digitalno, omejena izdaja |
| Velika Britanija        | 29. oktober 2012 | Parlophone             | CD, LP, digitalno, omejena izdaja |
| Kanada                  | 30. oktober 2012 | EMI                    | CD, LP, digitalno, omejena izdaja |
| Italija                 | 30. oktober 2012 | EMI                    | CD, LP, digitalno, omejena izdaja |
| Mehika                  | 30. oktober 2012 | EMI                    | CD, LP, digitalno, omejena izdaja |
| Španija                 | 30. oktober 2012 | EMI                    | CD, LP, digitalno, omejena izdaja |
| Švedska                 | 31. oktober 2012 | EMI                    | CD, LP, digitalno, omejena izdaja |
| Združene države Amerike | 6. november 2012 | Astralwerks            | CD, LP, digitalno, omejena izdaja |